# Schizoporella
Schizoporella är ett släkte av mossdjur som beskrevs av Walter Douglas Hincks 1877. Schizoporella ingår i familjen Schizoporellidae.
Släktet Schizoporella indelas i:
- Schizoporella aotearoa
- Schizoporella artabra
- Schizoporella biaperta
- Schizoporella bifrons
- Schizoporella bilamellata
- Schizoporella bolini
- Schizoporella brunnescens
- Schizoporella chondra
- Schizoporella cochinensis
- Schizoporella confusa
- Schizoporella cornualis
- Schizoporella costata
- Schizoporella crassirostris
- Schizoporella crassomuralis
- Schizoporella crustacea
- Schizoporella cucullata
- Schizoporella decorata
- Schizoporella dunkeri
- Schizoporella elliptica
- Schizoporella elmwoodiae
- Schizoporella erectorostris
- Schizoporella errata
- Schizoporella erratoidea
- Schizoporella fallax
- Schizoporella fayalensis
- Schizoporella fistulata
- Schizoporella flexilis
- Schizoporella floridana
- Schizoporella gibsonensis
- Schizoporella grandicella
- Schizoporella granulata
- Schizoporella hesperia
- Schizoporella hexagona
- Schizoporella inarmata
- Schizoporella incerta
- Schizoporella inconspicua
- Schizoporella japonica
- Schizoporella kiiensis
- Schizoporella limbata
- Schizoporella magnifica
- Schizoporella magniporata
- Schizoporella maulina
- Schizoporella mutabilis
- Schizoporella neptuni
- Schizoporella obesa
- Schizoporella obsoleta
- Schizoporella occidentalae
- Schizoporella pachystega
- Schizoporella patula
- Schizoporella perforata
- Schizoporella proditor
- Schizoporella pseudoerrata
- Schizoporella pungens
- Schizoporella smitti
- Schizoporella spinosa
- Schizoporella stelloperforata
- Schizoporella stylifera
- Schizoporella tetragona
- Schizoporella thompsoni
- Schizoporella triaviculata
- Schizoporella trimorpha
- Schizoporella umbonata
- Schizoporella unicornis